# Grup de les espinel·les
El grup de les espinel·les és un grup de minerals òxids que cristal·litzen en el sistema cúbic, de fórmula general AE₂O₄. Les espècies que conformen aquest grup es poden subdividir en tres sèries:
- Sèrie de l'espinel·la, on E és alumini.
- Sèrie de la magnetita, on E és ferro.
- Sèrie de la cromita, on E és crom.

Els minerals que formen part d'aquest grup també es coneixen amb el nom d'espinèlids, terme més comunament utilitzat pels petròlegs i ceramistes, especialment a l'Europa de l'Est, per anomenar als membres no classificats del grup. Un grup molt semblant a aquest, de minerals semblants a l'espinel·la però que no són minerals òxids és el grup de la tioespinel·la.

## Membres del grup

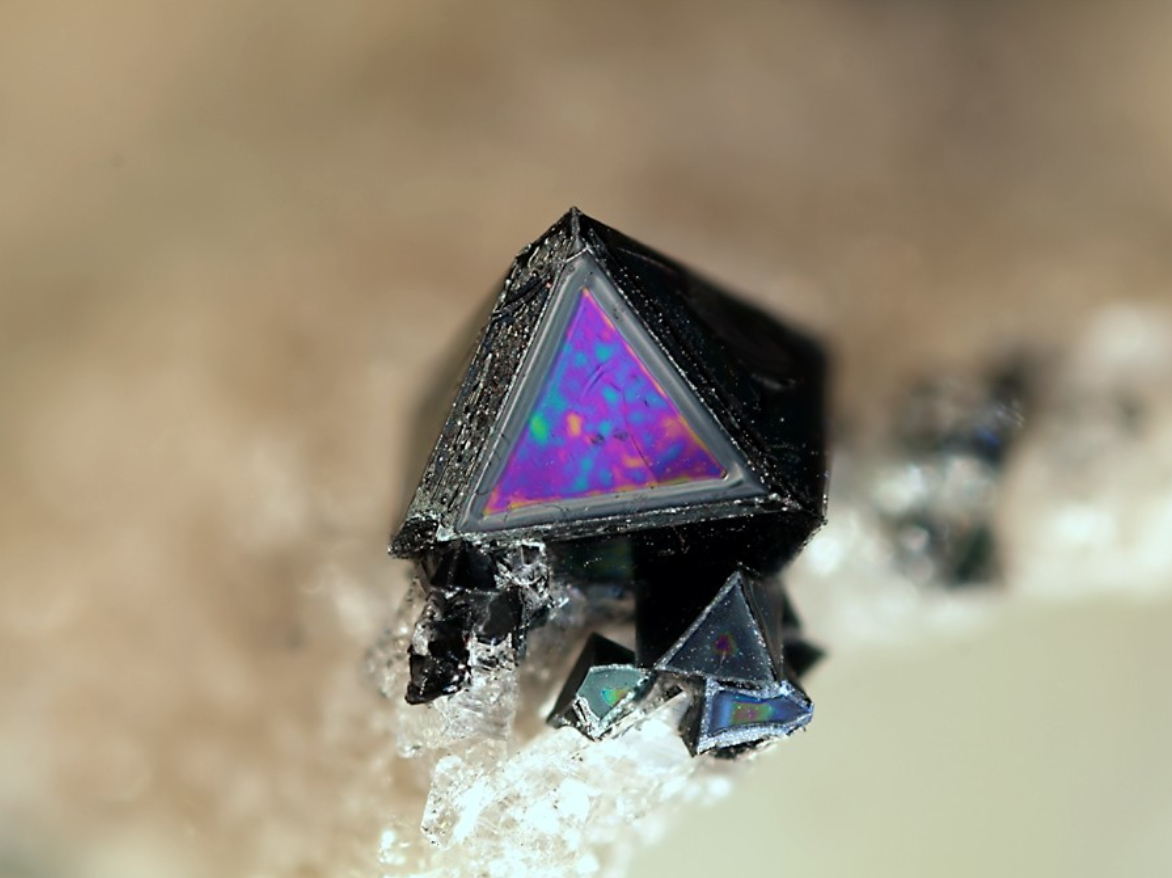
Hercynita, un mineral del grup de l'espinel·la

Aquestes són les espècies minerals que integren el grup de l'espinel·la:
| Espècie         | Fórmula              |
| --------------- | -------------------- |
| Chihmingita     | NiAl₂O₄              |
| Cromita         | Fe2+Cr₂3+O₄          |
| Cocromita       | (Co,Ni,Fe)(Cr,Al)₂O₄ |
| Coulsonita      | Fe2+V₂3+O₄           |
| Cuprospinel·la  | Cu2+Fe₂3+O₄          |
| Filipstadita    | (Sb0,5Fe0,5)Mn₂O₄    |
| Franklinita     | Zn2+Fe₂3+O₄          |
| Gahnita         | ZnAl₂O₄              |
| Galaxita        | (Mn,Fe,Mg)(Al,Fe)₂O₄ |
| Hercynita       | Fe2+Al₂O₄            |
| Jacobsita       | Mn2+Fe₂3+O₄          |
| Magnesiocromita | Mg(Cr,Al,Fe)₂O₄      |

| Espècie            | Fórmula                 |
| ------------------ | ----------------------- |
| Magnesiocoulsonita | MgV₂O₄                  |
| Magnesioferrita    | MgFe₂3+O₄               |
| Magnetita          | Fe2+Fe₂3+O₄             |
| Manganocromita     | (Mn,Fe)(Cr,V)₂O₄        |
| Nicromita          | (Ni,Co,Fe)(Cr,Fe,Al)₂O₄ |
| Qandilita          | (Mg,Fe)₂(Ti,Fe,Al)O₄    |
| Espinel·la         | MgAl₂O₄                 |
| Trevorita          | Ni2+Fe₂3+O₄             |
| Ulvöspinel·la      | Fe₂TiO₄                 |
| Vuorelainenita     | (Mn,Fe)(V,Cr)₂O₄        |
| Zincocromita       | ZnCr₂O₄                 |